# ماش‌ماهی‌ها
ماش‌ماهی‌ها(نام علمی: Aspius) نام یک سرده از تیره کپورماهیان است.